# Serbska šula
Serbska šula (Сербская школа) — педагогический журнал, издаваемый в Германии для дошкольного и школьного образования лужичан. Материалы в журнале публикуются в большей части на верхнелужицком и в меньшей степени — на нижнелужицком языках.
Первый номер журнала вышел в 1948 году по инициативе лужицкого национального культурного общества Домовина. Журнал предназначался для учителей, преподающих на лужицких языках. В 1952 году журнал стал органом Министерства образования ГДР.
В настоящее время журнал публикует методические материалы по педагогическо-методологическим вопросам для улучшения преподавания на лужицких языках.
Публикуемые материалы в журнале разделяются на три раздела:
- Первая часть под названием «Теория и практика». В этом разделе обсуждаются научные вопросы учебного года.
- Вторая часть содержит предлагаемые педагогические шаблоны, которые могут использоваться во время преподавания;
- В третьей части обсуждаются текущие педагогические вопросы и новости, а также публикуются материалы по реализации культурно-языкового проекта «Witaj».